# Kangarina unispinosa
Kangarina unispinosa är en kräftdjursart som beskrevs av Swanson 1980. Kangarina unispinosa ingår i släktet Kangarina och familjen Leptocytheridae. Inga underarter finns listade i Catalogue of Life.